# Charakterart
Eine Charakterart oder Kennart ist in der Pflanzensoziologie und Geobotanik eine Pflanzenart oder ein Taxon, deren Verbreitungsschwerpunkt in den mit ihr assoziierten Pflanzengesellschaften einen eindeutigen Schwerpunkt, also ein Optimum, aufweisen.
Charakterarten sind nicht vollständig auf ihre jeweilige Pflanzengesellschaft beschränkt, sie können auch in anderen Gesellschaften vorkommen. Man setzt bei ihnen allerdings eine „Gesellschaftstreue“ und damit eine deutlich ausgeprägte Bindung voraus. In ihrer Eigenschaft als Charakterart sorgen sie für eine allseitige Abgrenzung der betreffenden Gesellschaft gegen alle anderen Gesellschaften.
Beispiele sind das Gänseblümchen (Bellis perennis) auf Parkrasen (Verband: Cynosurion, Weidelgras-Weißklee-Weiden) oder die Weiße Taubnessel (Lamium album) in Klettengesellschaften (Verband: Arction lappae).
Ergänzend dazu gibt es syntaxonomische Differentialarten. Das sind Pflanzenarten oder Artengruppen, die in mehreren Pflanzengesellschaften gleichzeitig vorkommen können, in anderen jedoch komplett fehlen.